# 중양산맥

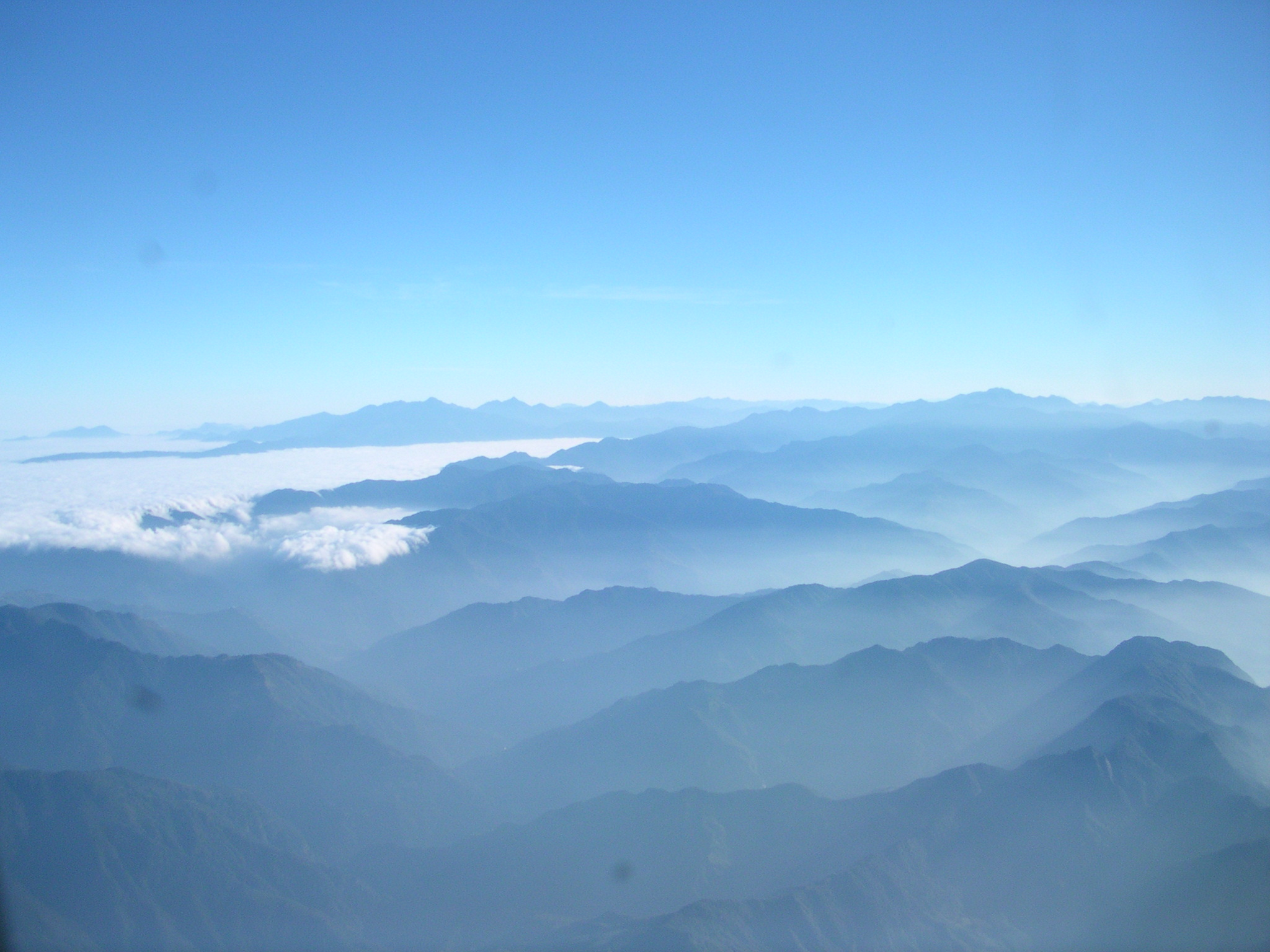
항공기에서 본 중양산맥

중양산맥(중앙산맥, 중국어: 中央山脈, 한어 병음: Zhōngyāng Shānmò, 웨이드-자일스: Chung-yang Shan-mo)은 대만의 주요 산맥이다. 산맥은 섬을 남북으로 통과한다. 이로 인해 대만의 동서 교통의 장애가 되어왔다. 산맥 자체의 최고봉은 해발 3,860m의 슈구롼산(秀姑巒山)이다.
넓은 의미에서 중양산맥은 쉐산산맥과 위산산맥을 포함한다. 이들을 포함할 때 중양 산맥의 최고봉은 해발 3,952m의 위산이고 두 번째로 높은 봉우리는 해발 3,866m의 쉐산이다.

## 사진

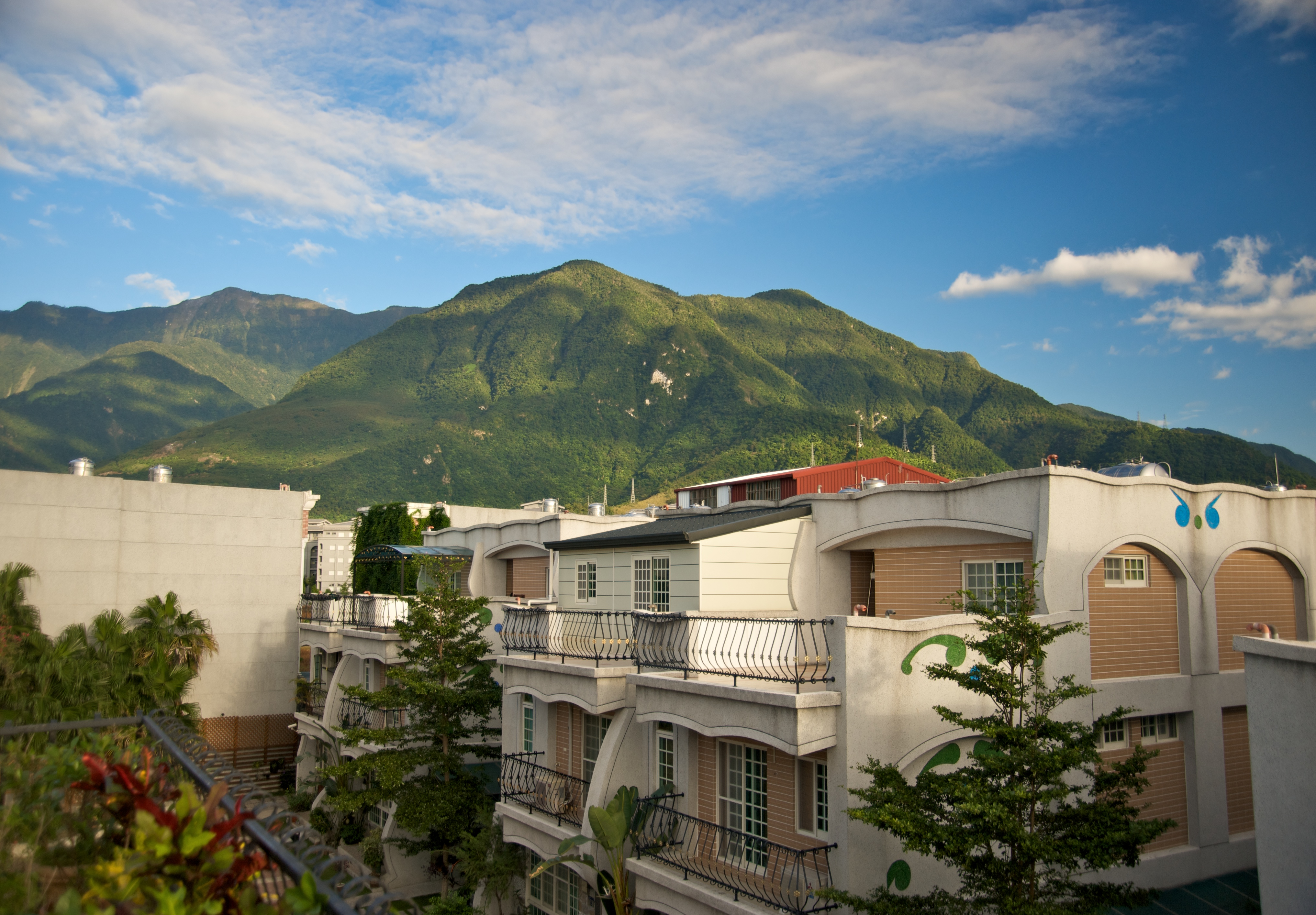
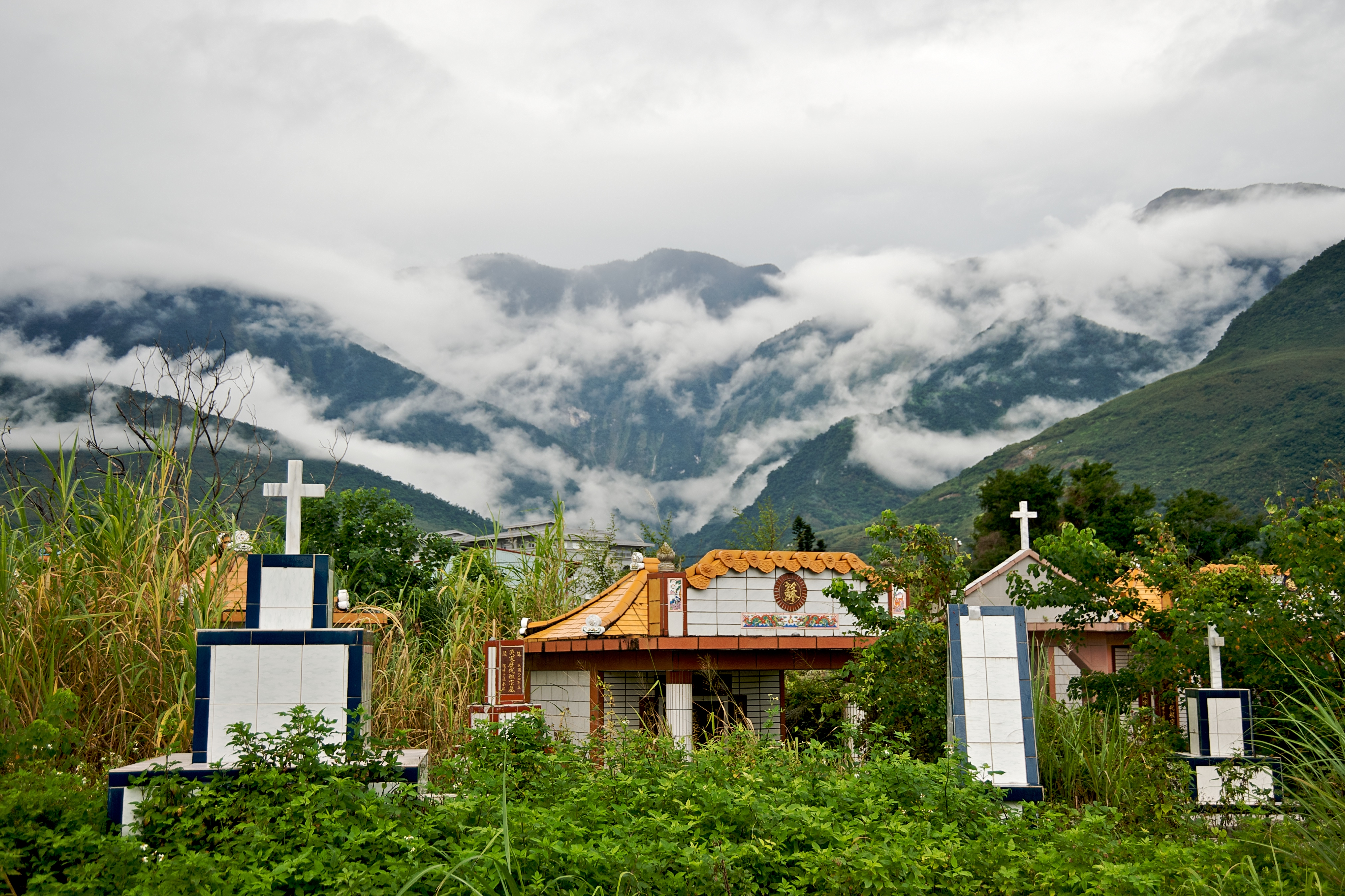
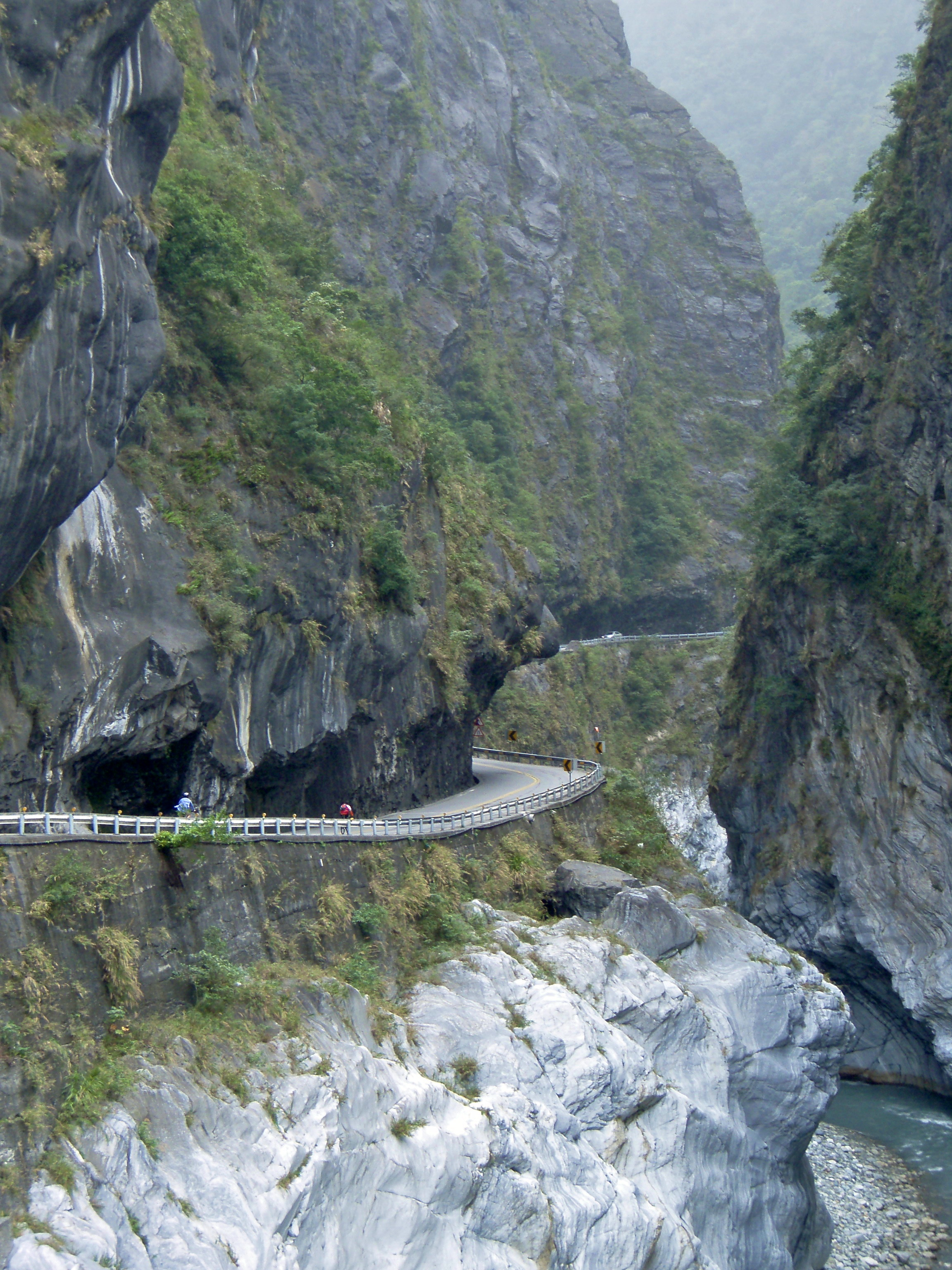
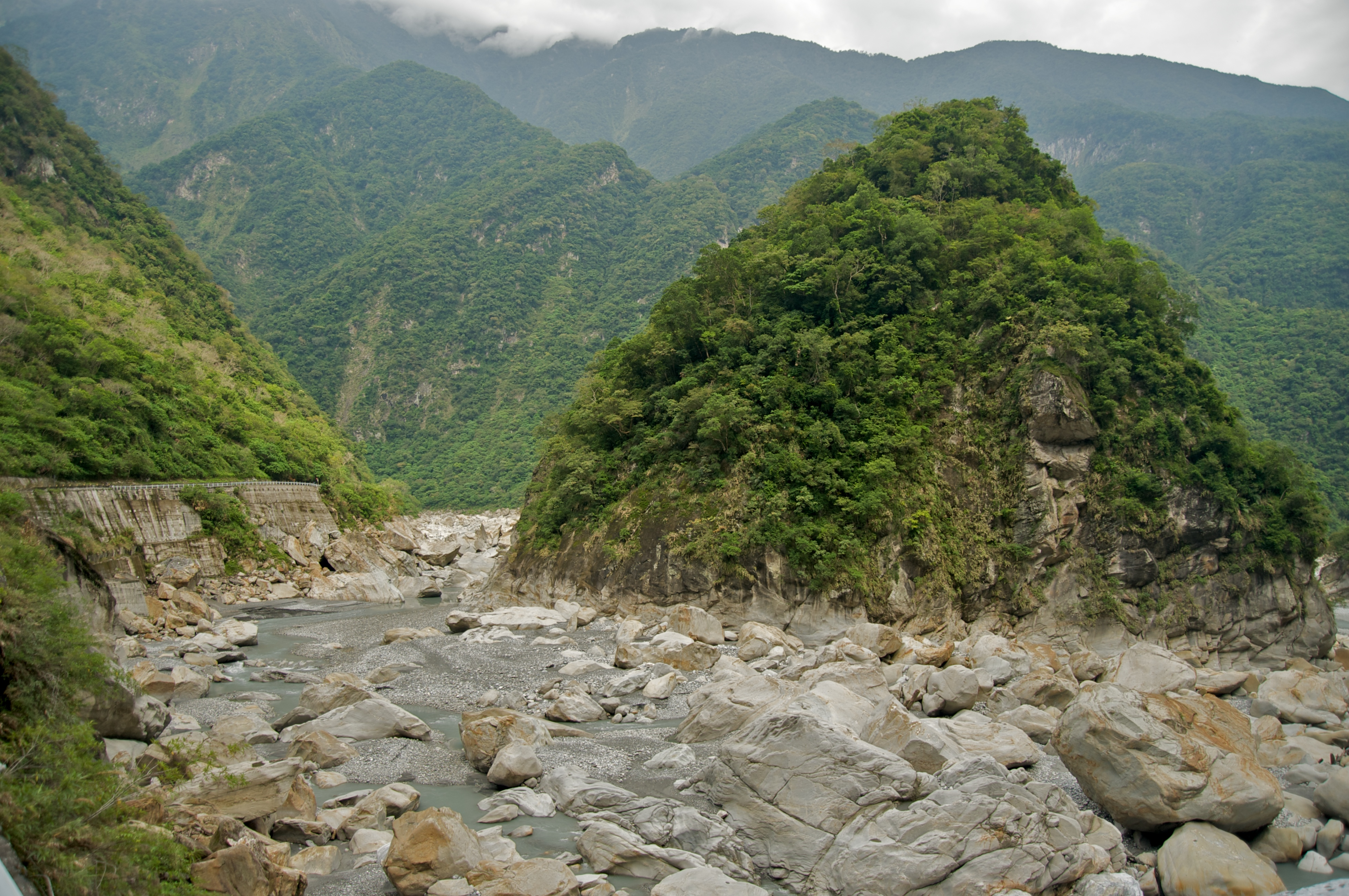
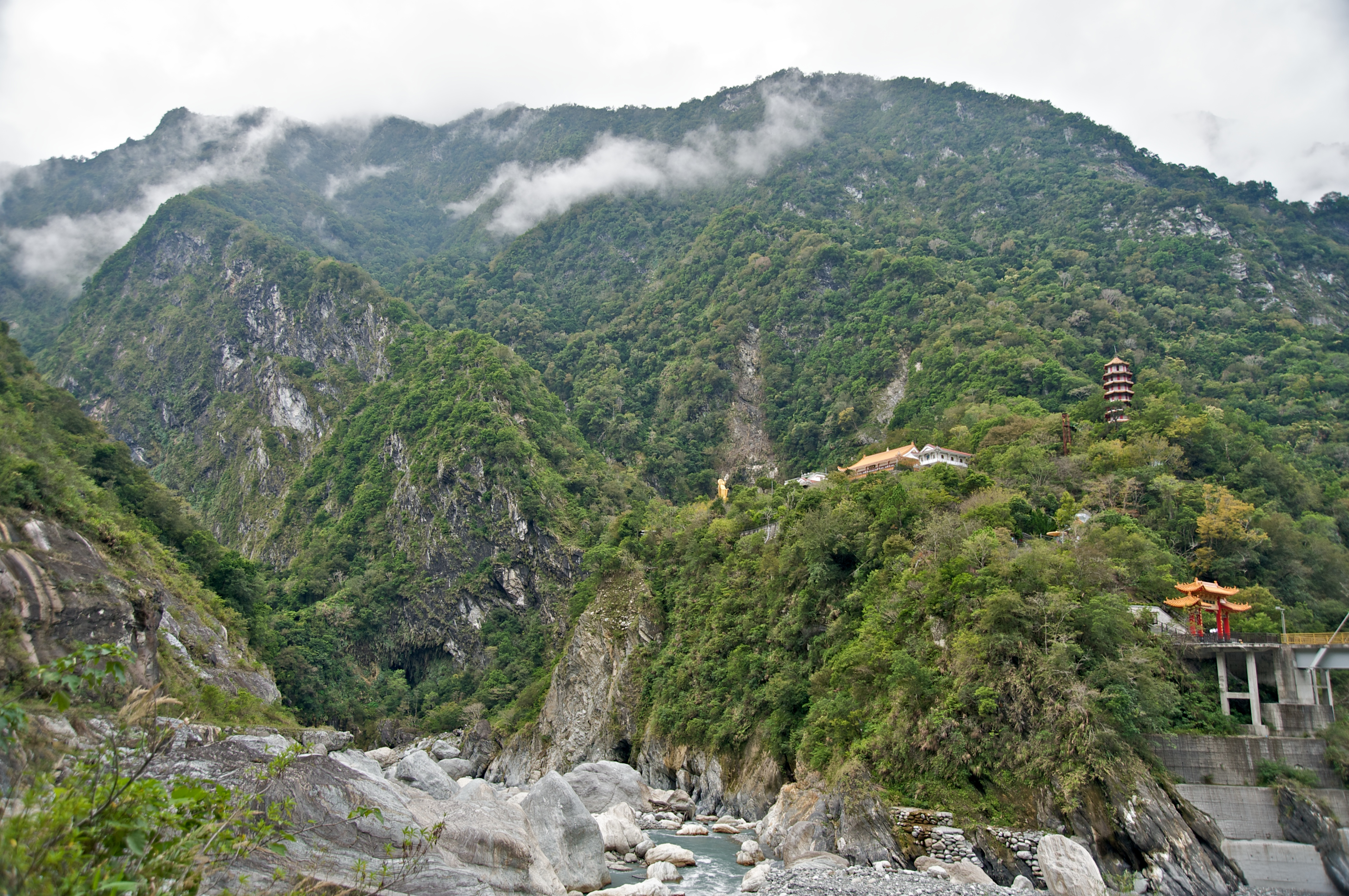
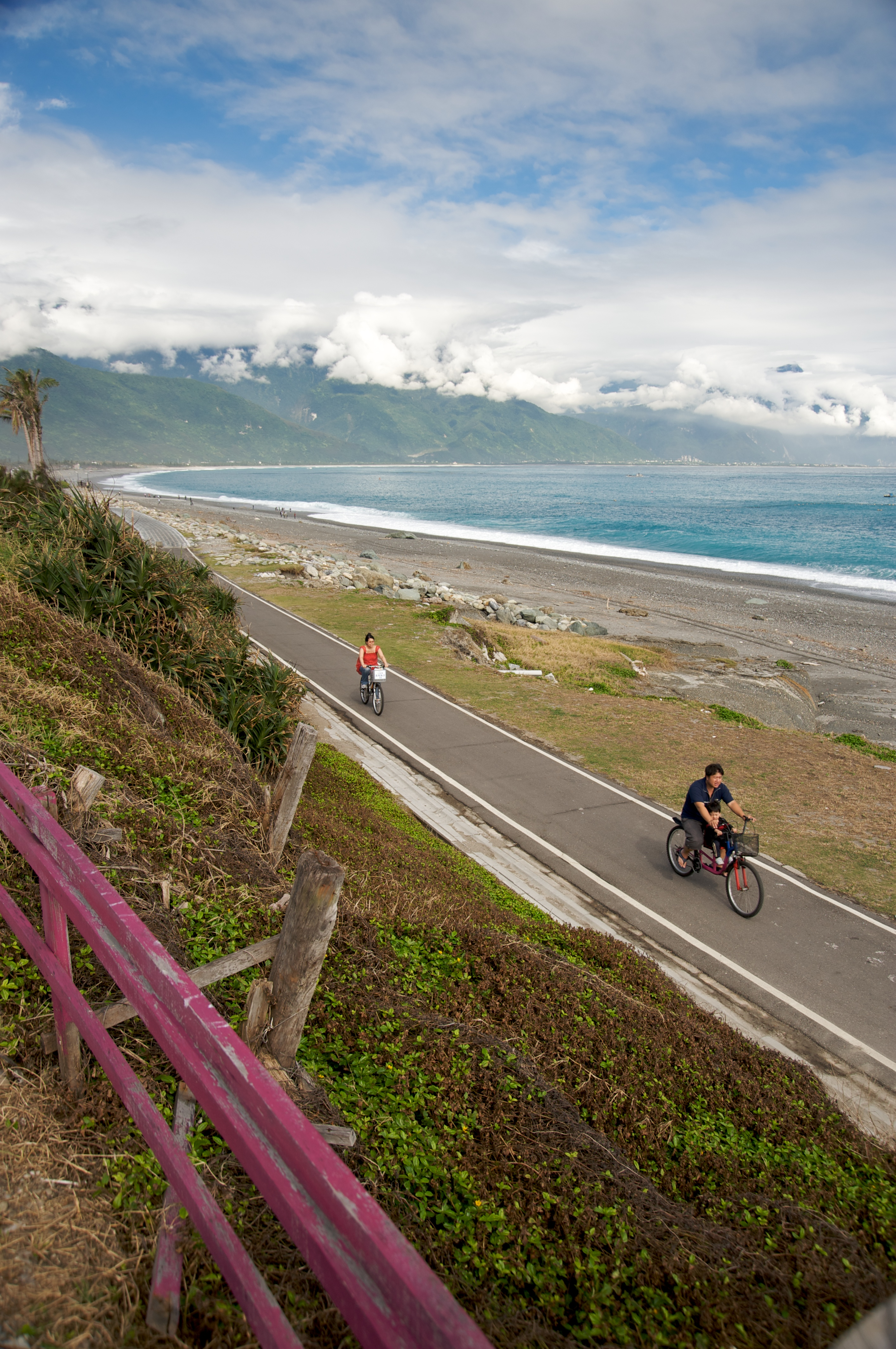
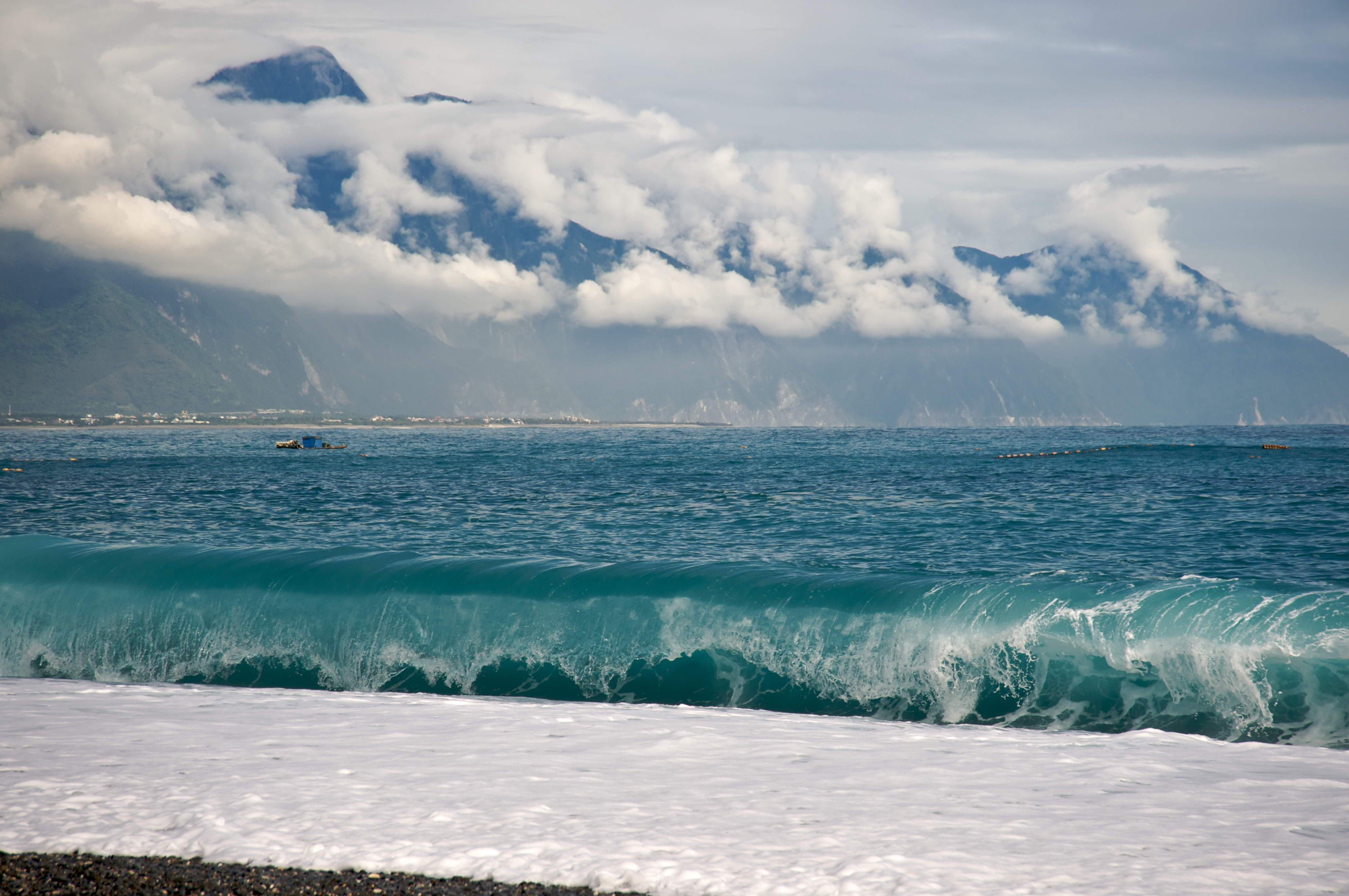

## 같이 보기
- 대만의 지리